# Абрамов Аврам Борисович
Аврам Борисович Абрамов (22 травня 1958) — кінооператор і режисер, діяч радянського, таджицького та ізраїльського кінематографа.

## Біографія
Закінчив операторський факультет ВДІКа (майстерня І. Шатрова, 1981). У 1975—1981 рр. працював асистентом оператора, в 1981-1990 рр. — оператор постановник кіностудії «Таджикфільм». Працював у жанрі ігрового, документального кіно. У 1990-х рр. репатріювався до Ізраїлю. У 2002—2012 — головний оператор телеканалу НТВ Америка. Продовжує роботу над фільмами в Ізраїлі, Росії та США. Кінорежисер, автор кінокартин. Член Спілки кінематографістів СРСР та Ізраїлю. Нині проживає в Нью-Джерсі, США.

## Фільмографія

### Кінематограф СРСР
- 1983 — Друзів не зраджують (рос. Друзей не предают) (Білий кінь)
- 1984 — Дівчата із Согдіани (рос. Девушки из Согдианы)
- 1985 — Капкан для шакалів (рос. Капкан для шакалов) (фільм)
- 1986 — Добридень, Гульноро Рахимівно! (рос. Здравствуйте, Гульнора Рахимовна!)
- 1987 — Дільничний інспектор (рос. Участковый инспектор) (фільм)
- 1987 — Це потрібно живим (рос. Это нужно живым) (фільм)
- 1988 — Прошу не повідомляти (рос. Прошу не сообщать) (фільм)
- 1988 — Декілька інтерв'ю після розподілу (рос. Несколько интервью после распределения) (фільм)
- 1989 — Соціалізм — це… (рос. Социализм — это…) (фільм)
- 1990 — Лукове поле (рос. Луковое поле)[1]

### Кінематограф Ізраїлю
- 1992—1993 — телепередача «Розуміємо разом»
- 1993—1995 — телесеріал «Герої культури»
- 1993 — Мегафон
- 1994 — Губерман. Гаріки й Люди
- 1995 — Подорож Святою Землею
- 1995 — Друзі Яни (Ha-Chaverim Shel Yana) (Дофільмування)
- 1996 — Свята Клара (Дофільмування)
- 1997 — Квіти з Терезена (Sheva Prachim M'Tzerezin)
- 1998 — Згадка Йоланда (Yolande Remembered)
- 1999 — Учень чарівника
- 1999 — Юдейська вендета (Nekama Yehudit)
- 1999 — Подорож. Мантуя, Відень, Санкт-Петербург (Am V'Tslilav - Mantova, Vienna, St. Petersburg)
- 2006 — Зліт та падіння російських олігархів (The Rise and Fall of the Russian Oligarchs) 1,2,3 серії
- 2010 — Злодії в законі (зіставлення)